# جون لايتون ستيوارت
جون لايتون ستيوارت (بالإنجليزية: John Leighton Stewart)‏ هو شخصية أعمال وصحفي أمريكي، ولد في 12 أغسطس 1876 في Bakerstown, Pennsylvania ‏ في الولايات المتحدة، وتوفي في 31 مايو 1940.